# Fan translation
Fan translation (có thể hiểu là bản dịch nội dung do người dùng tạo) đề cập đến bất kỳ bản dịch không chính thức nào được viết dưới nhiều dạng văn bản thực hiện bởi người hâm mộ, dịch sang một ngôn ngữ mà không chính thức có sẵn. Thông thường, người hâm mộ không được đào tạo thành một dịch giả, tuy nhiên tự nguyện tham gia vào những dự án theo sở thích về một chương trình, phim hay tiểu thuyết và sách.
Việc dịch thuật những dự án không chính thức cũng gây không ít lo ngại về vi phạm bản quyền, đặc biệt khi chưa có sự cho phép từ bên sở hữu tác phẩm. Một nghiên cứu cho thấy việc dịch thuật này xuất phát từ mong muốn nhiệt tình được dịch tác phẩm của người hâm mộ và đồng thời giúp người hâm mộ khác có thể truy cập vào dự án sau khi hoàn thành. Đôi khi, có vài chủ sở hữu bản quyền đồng ý với fan translation vì nó giúp tác phẩm của họ có thể tiếp cận nhiều khán giả hơn.

## Phân loại
- Fansubbing – Một cộng đồng người hâm mộ thực hiện phụ đề cho phim, chương trình truyền hình.[1][2] Trong đó phổ biến nhất là fansub của những bộ phim Hollywood, fansub tiếng Anh và tiếng Việt thường phổ biến cho loại hình giải trí Đông Á, đó là anime và tokusatsu.
- Fan translation (video game) – cùng với sự phát triển của video game console từ những năm 1990 và những trò chơi điện tử cũ điển.
- Scanlation – Bản dịch của một truyện tranh, nổi bật là manga, thực hiện bởi người hâm mộ. Người hâm mộ thường quét ảnh truyện tranh, dịch văn bản trong khung chữ trên máy tính,[1] sau khi hoàn thành bản dịch được phân phối dưới dạng điện tử.[5]
- Fandubbing – người hâm mộ lồng tiếng các bộ phim và chương trình truyền hình dựa theo bản dịch.[2]